# Vâlcelele (okręg Călărași)
Vâlcelele – wieś w Rumunii, w okręgu Călărași, w gminie Vâlcelele. W 2011 roku liczyła 1236 mieszkańców.